# Caligo memnon
La Mariposa búho es una especie de Laepidoptera del género Caligo y de la Familia Nymphalidae 

## Taxonomía
Considerada, por algunos autores, como una subespecie de Caligo telamonius (C. & R. Felder, 1862).

## Descripción
La mariposa búho (Caligo memnon) es una mariposa de la familia Nymphalidae. Se puede encontrar en selvas tropicales y bosques secundarios desde México hasta la Amazonia.
Su envergadura es por lo general de 115 a 130 mm, pero puede llegar a 150 mm.

### Dieta
Sus larvas se alimentan de especies de Musa y Heliconia y pueden ser una plaga para el cultivo de algunas musáceas como el plátano. Los adultos se alimentan de los jugos de frutas podridas. 
Tiene un comportamiento especial, ellas se posan en la parte superior de hoja para alimentarse, les gusta las hojas más nuevas.
Estas orugas tienen una alimentación muy variada en especie de planta, ya que de 1142 larvas colectadas en el tiempo de la investigación, se han encontrado alimentándose en catorce especies de plantas de diferentes familias.

### Proceso de Incubación
Cuando es adulto y van a depositar sus huevos vuelan muy lento para escoger la mejor planta, posan en el envés de las hojas y depositan en ocasiones entre 10 a 20 huevos en la misma planta elegida, son muy comunes.
La temporada de más reproducción es abril, mayo y junio, en los otros meses se encuentran muy pocos. Los adultos se pueden ver volando en los bordes de montaña y charrales donde hay plantas hospederas.

### Descubrimiento
La primera vez que se colectó esta especie Caligo telamonius (Nymphalidae) fue el 27 de setiembre de 1993 en Bejuco, Sector Horizontes

## Galería

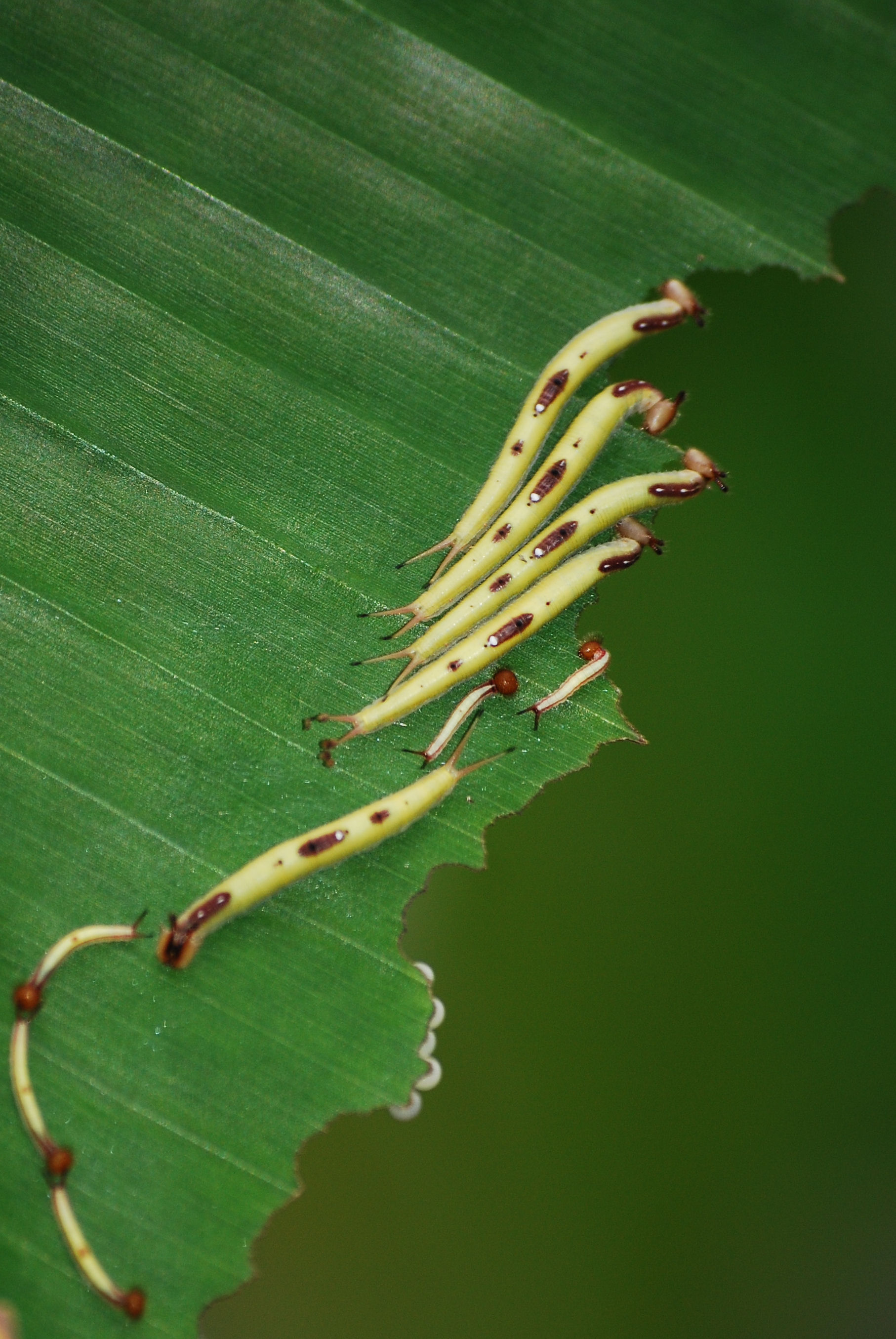
Larva
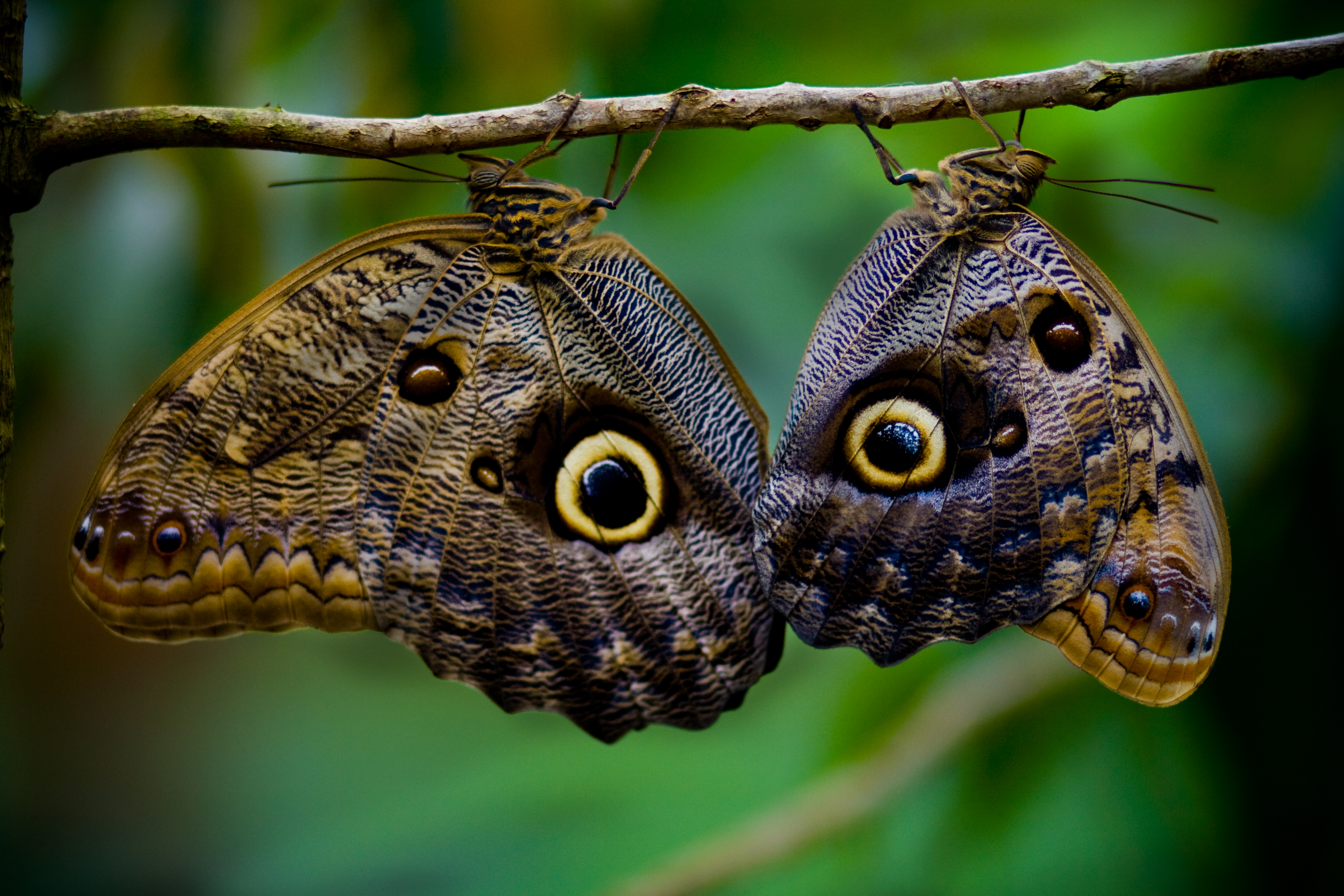
Dos Caligo memnon en La Paz Waterfall Gardens (Costa Rica).
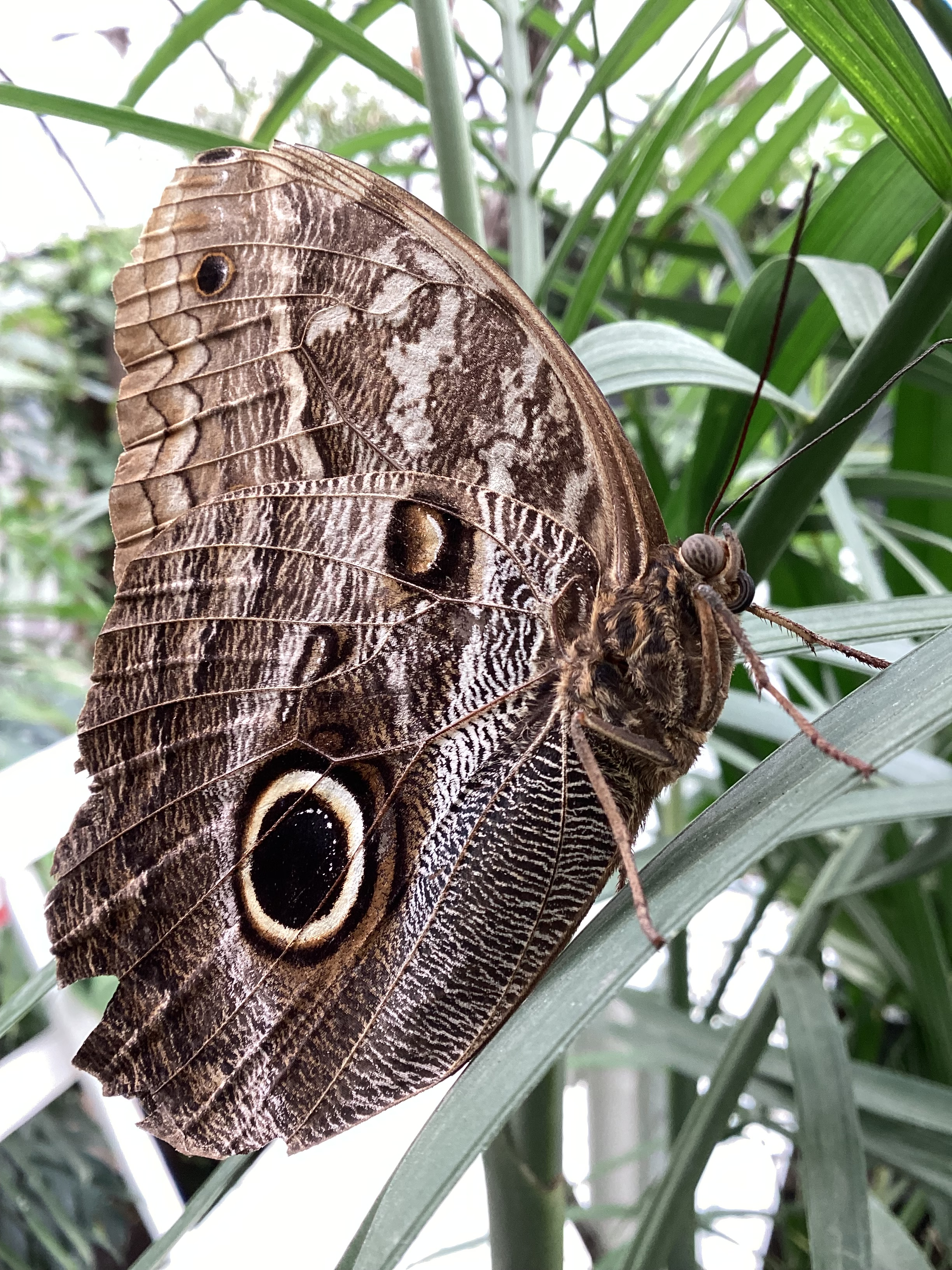
Un individual de cerca
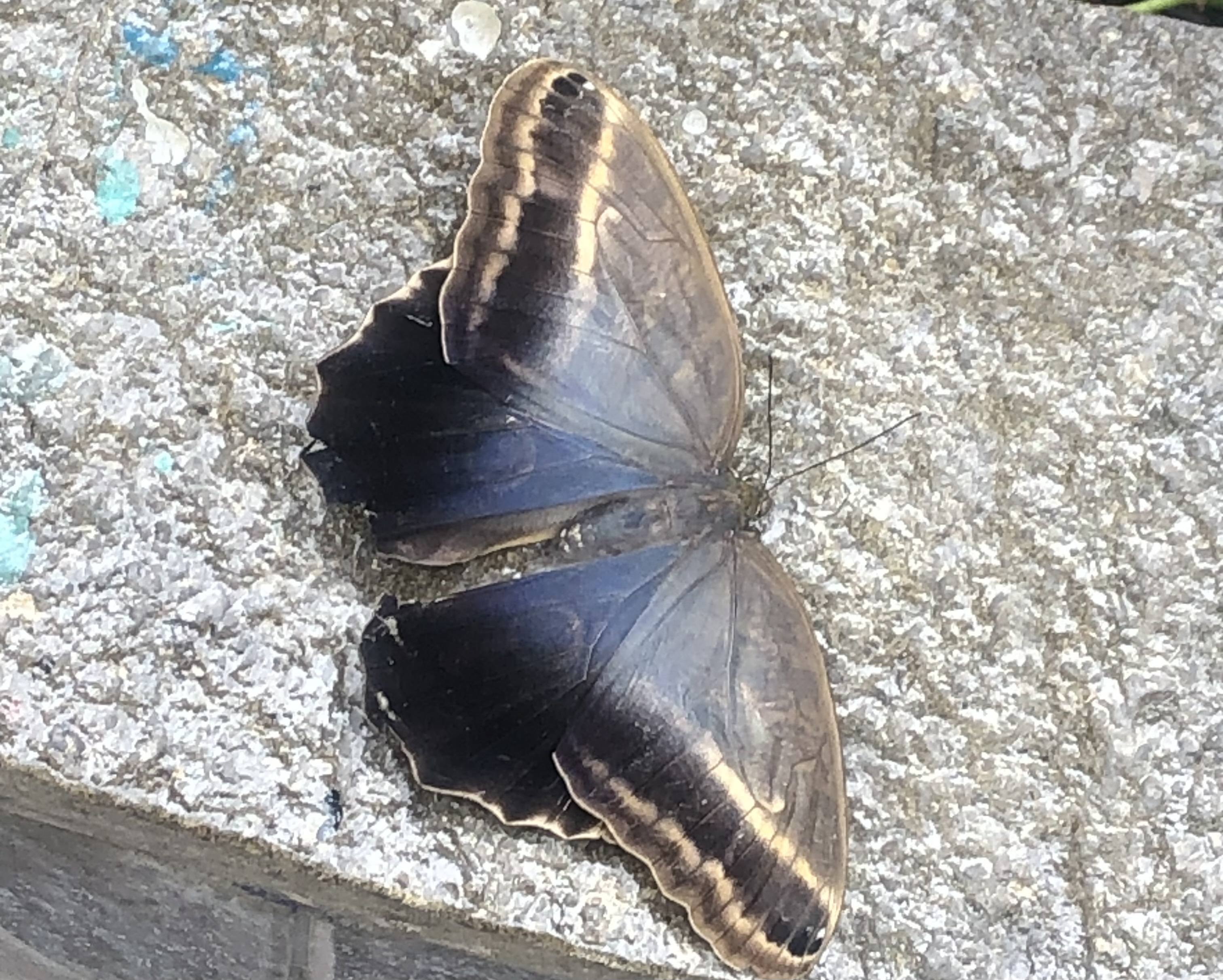
Vista dorsal